# 41 Korpus Strzelecki (ZSRR)
41 Korpus Strzelecki (ros. 41-й стрелковый корпус)  – wyższy związek taktyczny piechoty Armii Czerwonej z okresu II wojny światowej.
41 Korpus Strzelecki sformowany został w 1941 roku. Jego szlak bojowy po walkach w składzie 3 Armia przeciw armii niemieckiej w czasie operacji Bagration prowadził przez Różan, Pieniężno, Braniewo i Świebodzin do Michendorf.
W czasie walk na ziemiach polskich oraz w operacji berlińskiej prowadzonej na terytorium III Rzeszy 41 KS wchodził w skład 3 Armii.

## Dowódcy korpusu
- gen. mjr Iwan Kosobucki (14.03.1941 - 16.07.1941)
- gen. por Wiktor Urbanowicz[6] (22.07.1943 - 09.05.1945)[7]

## Struktura organizacyjna
Skład 23 czerwca 1944:
- 120 Gwardyjska Dywizja Piechoty,
- 129 Dywizja Piechoty,
- 169 Dywizja Piechoty.

Skład 27 lipca 1944:
- 120 Gwardyjska Dywizja Piechoty,
- 269 Dywizja Piechoty,
- 283 Dywizja Piechoty.

Skład 16 kwietnia 1945:
- 120 Gwardyjska Dywizja Piechoty,
- 269 Dywizja Piechoty,
- 283 Dywizja Piechoty.